# لاک‌پشت لغزنده برکه‌ای
لاک‌پشت لغزنده برکه‌ای (نام علمی: Trachemys scripta) نام یک گونه از زیرراسته نهان‌گردنان است.